# Сен-Мишель-де-Шабрийану
Сен-Мише́ль-де-Шабрийану́ (фр. Saint-Michel-de-Chabrillanoux, окс. Sant Michel de Chabrillanoux) — коммуна во Франции, находится в регионе Рона — Альпы. Департамент коммуны — Ардеш. Входит в состав кантона Ла-Вульт-сюр-Рон. Округ коммуны — Прива.
Код INSEE коммуны 07278.

## Население
Население коммуны на 2008 год составляло 354 человека.
| 1962 | 1968 | 1975 | 1982 | 1990 | 1999 | 2008 |
| ---- | ---- | ---- | ---- | ---- | ---- | ---- |
| 479  | 379  | 274  | 250  | 238  | 270  | 354  |

## Экономика

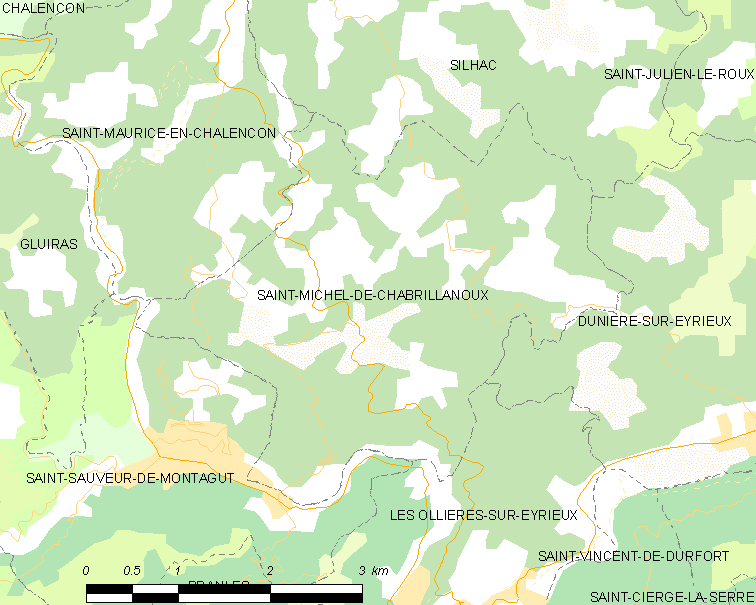
Карта коммуны

В 2007 году среди 217 человек в трудоспособном возрасте (15-64 лет) 160 были экономически активными, 57 — неактивными (показатель активности — 73,7 %, в 1999 году было 77,2 %). Из 160 активных работали 116 человек (64 мужчины и 52 женщины), безработных было 44 (23 мужчины и 21 женщина). Среди 57 неактивных 12 человек были учениками или студентами, 24 — пенсионерами, 21 были неактивными по другим причинам.